# Kölner Landstraße (Düren)

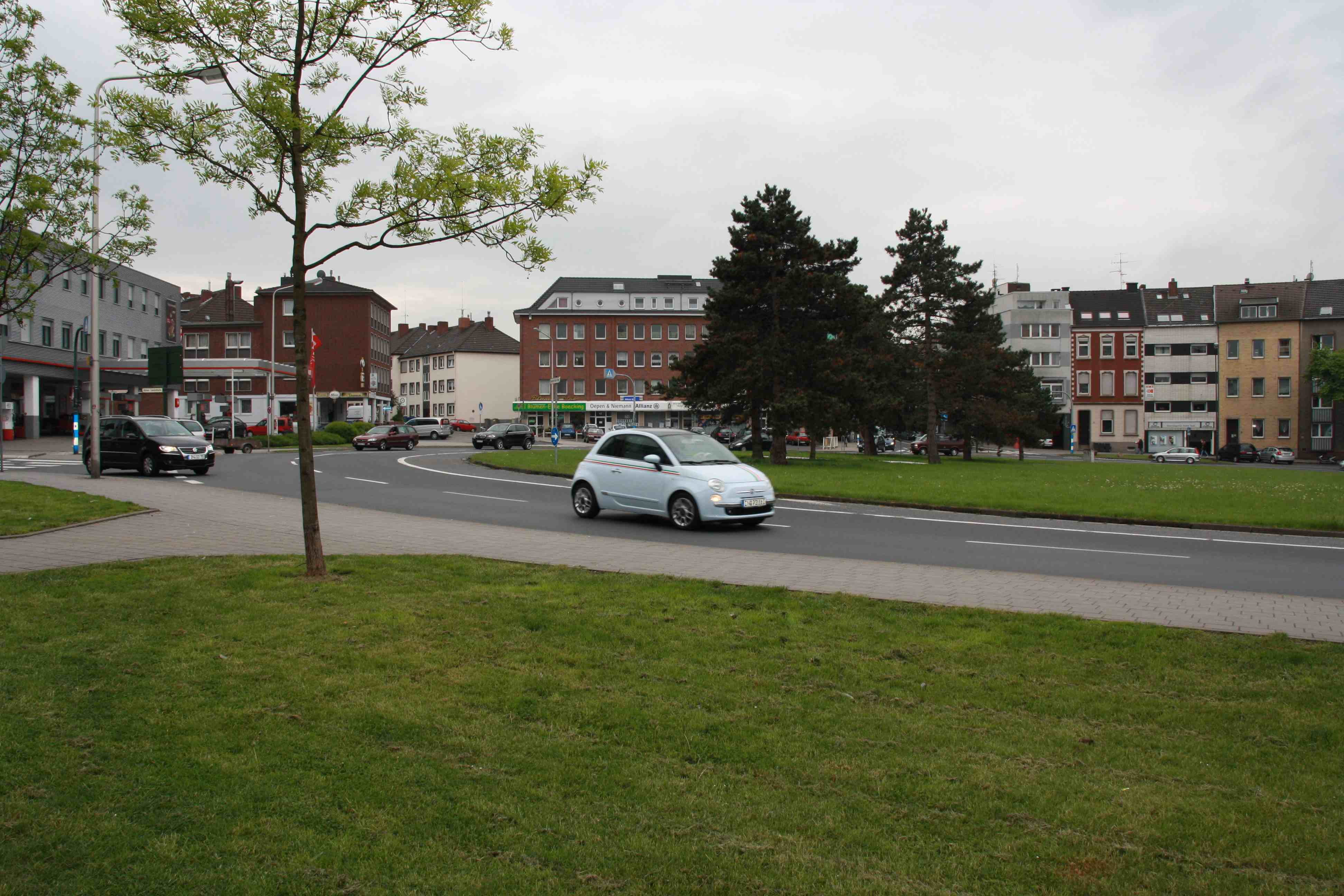
Am linken Bildrand die Einmündung der Kölner Landstraße

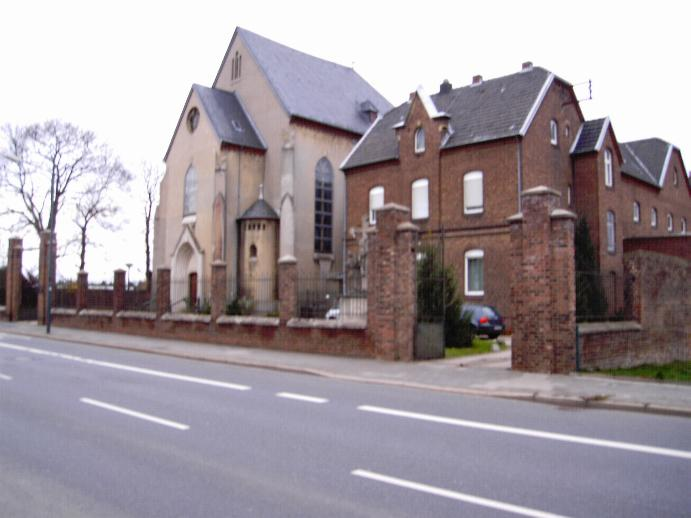
Das Karmelitessenkloster an der Straße

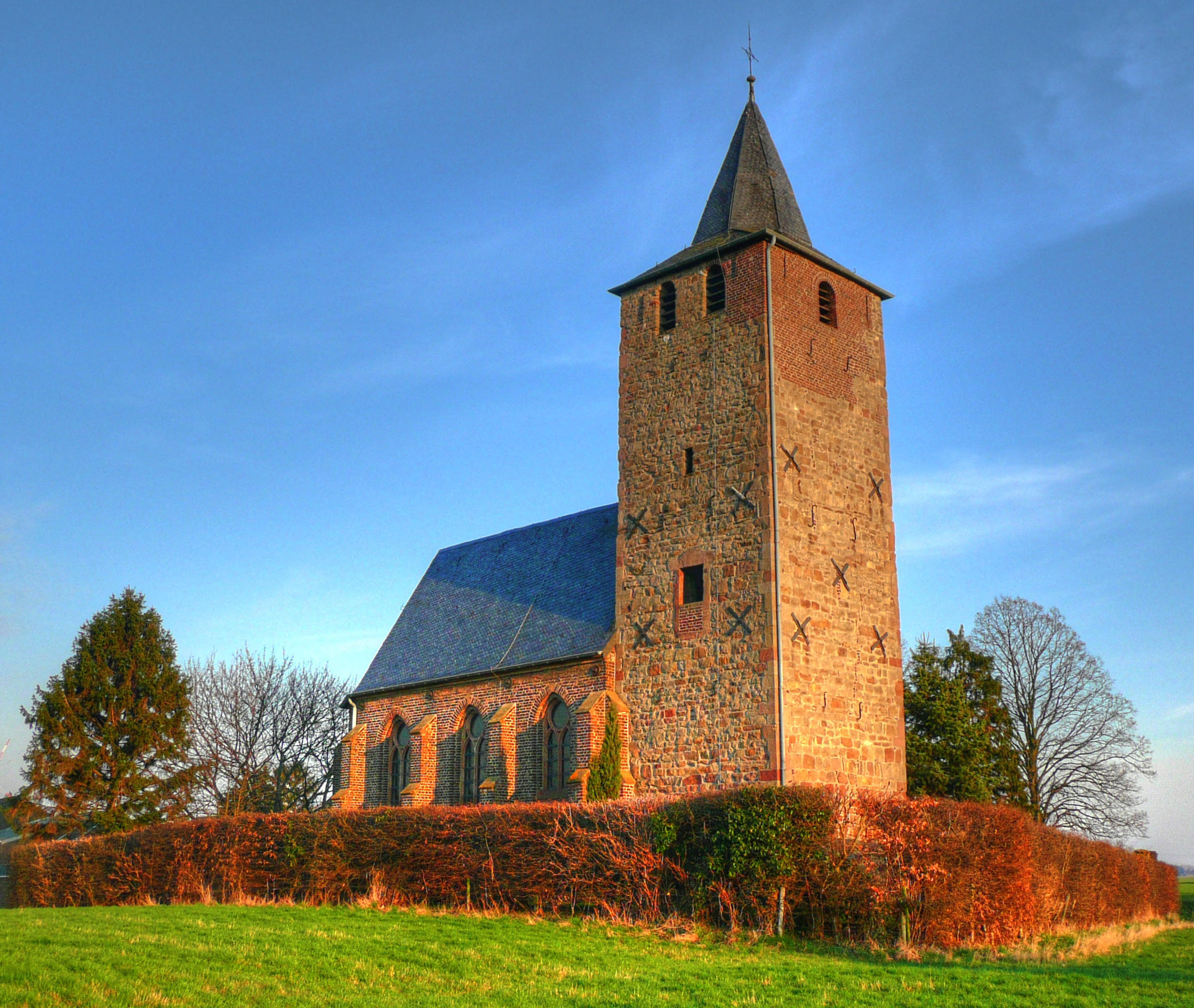
Das Ühledömche von Nordwesten her gesehen

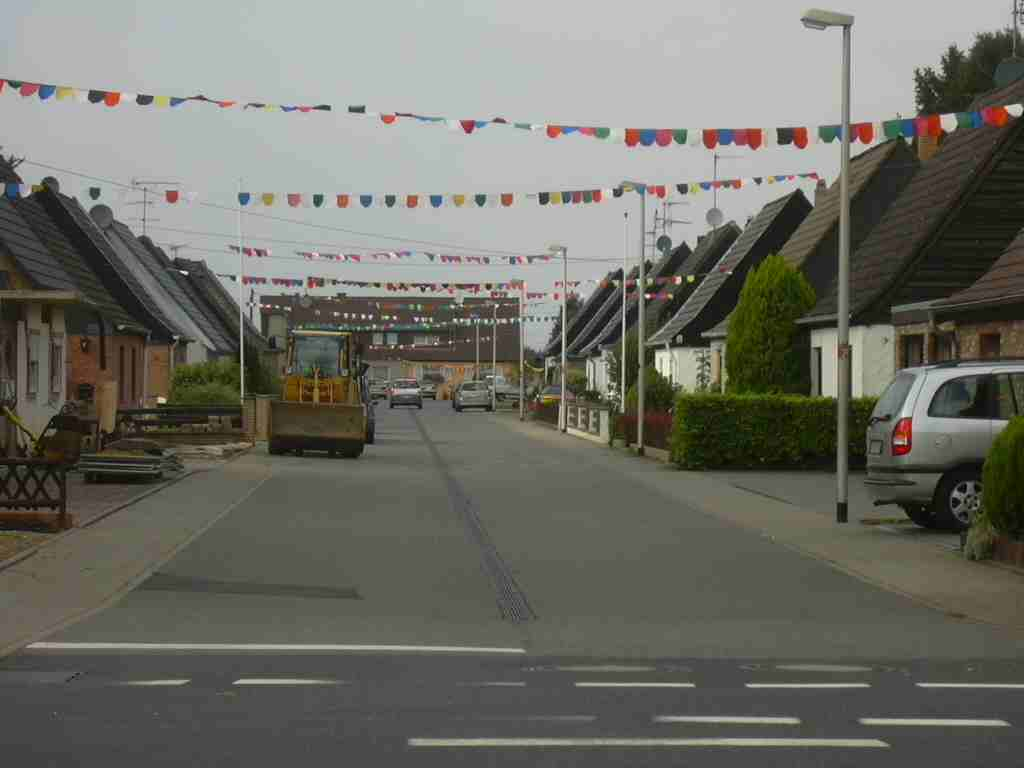
Das Tonnedörp

Die Kölner Landstraße ist eine historische Hauptverkehrsstraße in der Stadt Düren, Nordrhein-Westfalen. Die Straße ist als Bundesstraße 264 klassifiziert.
Die Kölner Landstraße beginnt heute am Friedrich-Ebert-Platz und führt ganz gerade in östliche Richtung an Distelrath vorbei über Golzheim, durch die Städte Kerpen und Frechen nach Köln. Außerhalb der Stadt hat der Straßenzug einen anderen Namen.
Bereits im Stadtplan von Wenzel Hollar aus dem Jahre 1634 ist die Collner vorstadt mit dem Collner steinweg genannt. Dieser begann am Kölntor, einem der Stadttore Dürens. Die Straße hieß später Kölner Chaussee. Der Name blieb bis zum Ende des 19. Jahrhunderts. An der damaligen Kölner Landstraße wurde 1786 auf der südlichen Seite der katholische Friedhof und 1825 auf der nördlichen Seite der evangelische Friedhof angelegt. Im weiteren Verlauf wurde 1909 im heutigen Kreisverkehr (Friedrich-Ebert-Platz) ein Wasserturm mit einer Leuchtfontäne und einer umfassenden Anlage erbaut, der 1944 zerstört wurde. Später wurde der Straßenzug von der Innenstadt bis zum Friedrich-Ebert-Platz in Kölnstraße benannt.
An der Kölner Landstraße liegen viele Geschäfte und Supermärkte sowie das Karmelitinnenkloster, das Straßenverkehrsamt, der Bahnhof Distelrath, die Gebäude der Dürener Kreisbahn, der Rurtalbahn GmbH und der Rurtalbus GmbH. Im Bereich des Stadtteiles Distelrath, der von der Straße durchschnitten wird, liegt die älteste Kirche Dürens, die Distelrather Kapelle (Ühledömche). Am Ortsausgang liegt die Siedlung, im Volksmund Tonnedörp genannt wird. Nach dem Überqueren des Ellebaches steigt die Straße am Rand von Merzenich das eiszeitliche Ufer der Rur hoch und führt über die Schöne Aussicht weiter nach Golzheim.
Die tägliche Wagenschnellpost, die bisher über Jülich und Bergheim nach Köln führte, wurde 1836, nach dem Ausbau der Straße im Jahre 1832, auf die Kölner Landstraße verlegt. Am 15. Juli 1855 wurde mit einer dreispännigen, zwölfsitzigen Kutsche der regelmäßige Personenverkehr nach Köln aufgenommen.
Im Ersten Weltkrieg, mit Ratsbeschluss vom 9. September 1914, wurde die Straße für kurze Zeit nach dem Eroberer von Lüttich, General Otto von Emmich, in Emmichstraße umbenannt. Nach dem Krieg ging der Name schnell verloren.